# Aspirazione (medicina)
L'aspirazione è l'ingresso di sostanze, ad esempio il bolo, in trachea durante la deglutizione attraverso la rima glottica.

## Classificazione
Può essere classificata in pre-deglutitoria, intradeglutitoria e post-deglutitoria a seconda del momento in cui avviene.

### Aspirazione pre-deglutitoria
Avviene prima che si inneschi il riflesso deglutitorio ed è sempre correlata ad alterazioni della fase orale, quali controllo del bolo e caduta posteriore.

### Aspirazione intradeglutitoria
Avviene dopo che si è innescato il riflesso deglutitorio ed è correlata a ipertono faringeo, ridotta elevazione e/o chiusura laringea, alterazioni nella coordinazione o nell'apertura dello sfintere esofageo superiore.

### Aspirazione post-deglutitoria
Avviene dopo che è terminato il riflesso deglutitorio in seguito a residui post-deglutitori nelle vallecole glossoepiglottiche, in diverticoli o tasche faringee che si svuotano tardivamente, rigurgito di materiale esofageo in pazienti acalasici.

## Trattamento
L'aspirazione può essere risolta con le posture di compenso della deglutizione.